# Hans von Gronau

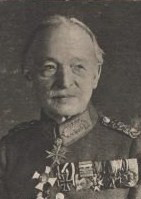
Hans von Gronau (1939)

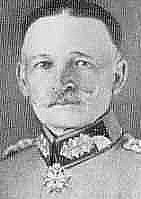
Hans von Gronau

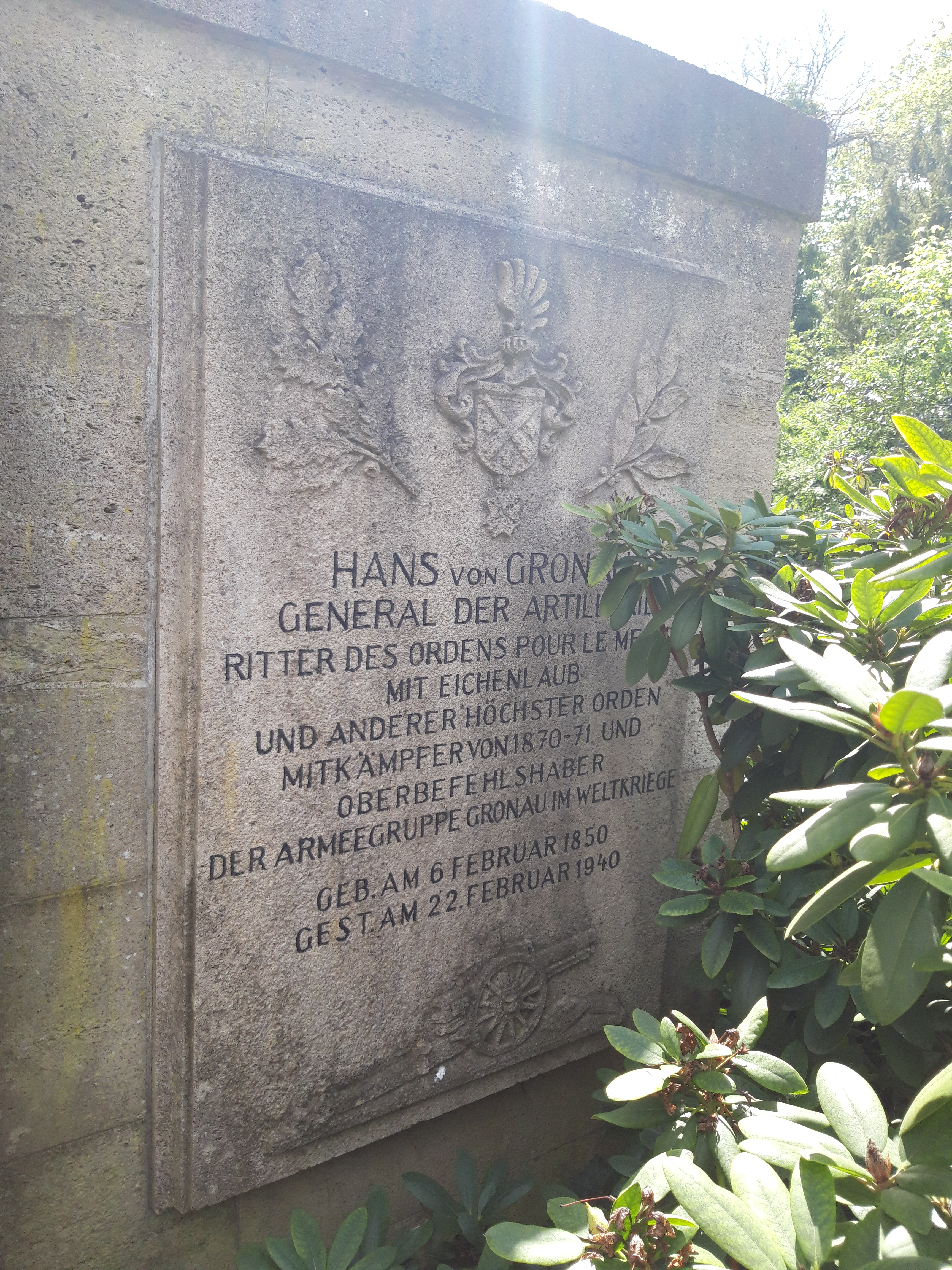
Grabmal auf dem Alten Friedhof Potsdam

Johann „Hans“ Karl Hermann Gronau, ab 1913 von Gronau (* 6. Februar 1850 in Alt-Schadow; † 22. Februar 1940 in Potsdam) war ein preußischer General der Artillerie sowie Militärgouverneur von Thorn.

## Leben

### Herkunft
Er entstammte einer im 17. Jahrhundert im Bergischen Land lebenden Lehrerfamilie, war der Sohn des preußischen Oberförsters Johann Karl Ludwig Hermann Gronau (1816–1911) aus Köpenick und dessen Ehefrau Alexandrine Friederike Bertha, geborene Leusenthin (1823–1903) aus Groß-Puppen (Landkreis Ortelsburg) sowie Urenkel des Berliner Pfarrers und Meteorologen Karl Ludwig Gronau (1742–1826).

### Militärkarriere
Hans Gronau trat am 13. April 1869 als Fahnenjunker in die 3. Feldartillerie-Brigade der Preußischen Armee in Stettin ein. Er nahm 1870/71 am Krieg gegen Frankreich teil und wurde mit dem Eisernen Kreuz II. Klasse ausgezeichnet. In den Jahren 1880 bis 1882 war er zum Großen Generalstab abkommandiert. Ab 1894 war er als Oberstleutnant Chef der Länderabteilung 1 im Generalstab. Diese sogenannte „russische Abteilung“ war in dieser Zeit zuständig für die Beobachtung und Auswertung der Informationen der Länder Russland, Nordische Staaten, Balkan, Österreich-Ungarn Ostasien, Persien und die Türkei. Nach der Jahrhundertwende war es die ausschließlich für Russland zuständige Länderabteilung. Ab 1903 wurde er zum Kommandeur der 1. Division ernannt und 1907 zum Gouverneur von Thorn ernannt. In dieser Stellung erhielt er am 27. Januar 1908 den Charakter als General der Artillerie und wurde am 8. Juni 1911 à la suite des Feldartillerie-Regiments „General-Feldzeugmeister“ (1. Brandenburgisches) Nr. 3 in Brandenburg an der Havel gestellt. Am 8. Juni 1911 wurde er zur Disposition gestellt. Am 16. Juni 1913 wurde Gronau anlässlich des 25-jährigen Regierungsjubiläums von Kaiser Wilhelm II. in den erblichen preußischen Adelsstand erhoben.
Mit Beginn des Ersten Weltkriegs wurde Gronau reaktiviert und am 2. August 1914 zum Kommandierenden General des IV. Reserve-Korps ernannt, mit dem er an der 1. Marneschlacht teilnahm. An der Westfront erhielt er am 2. September 1914 das Patent zu seinem Dienstgrad. Im September 1915 wurde er Kommandierender General des XXXXI. Reserve-Korps an der Ostfront. Ab 5. August 1916 wurde das Generalkommando als Armeegruppe von Gronau bezeichnet und am 18. September 1916 in Armeeabteilung Gronau umbenannt. Am 27. März 1918 erfolgte die Auflösung des im Raum Pinsk stehenden Großverbandes. Im Februar 1919 schied Gronau aus dem militärischen Dienst aus.

### Familie
Hans Gronau heiratete am 23. Februar 1890 in Granow, Landkreis Arnswalde Luise Gerischer (* 20. Juli 1867 in Granow; † 25. Juni 1926 in Potsdam). Der älteste seiner drei Söhne war der Ozeanflieger und Luftattaché Wolfgang von Gronau (1893–1977).
Zuletzt lebte Gronau in Potsdam in der Moltkestraße 7. Er starb 1940 und wurde auf dem Alten Friedhof beigesetzt.

## Orden und Ehrenzeichen
- Roter Adlerorden I. Klasse mit Eichenlaub[5]
- Kronenorden I. Klasse[5]
- Preußisches Dienstauszeichnungskreuz[5]
- Ritterkreuz mit den Löwen des Ordens der Württembergischen Krone[5]
- Orden der Eisernen Krone II. Klasse[5]
- Eisernes Kreuz (1914) I. Klasse
- Pour le Mérite mit Eichenlaub
  - Pour le Mérite am 4. Oktober 1916
  - Eichenlaub am 6. August 1918